# Lesione di Hill-Sachs
La lesione di Hill-Sachs, chiamata anche frattura di Hill-Sachs, è una depressione corticale nella porzione posterolaterale della testa dell'omero. È il risultato di una compressione forzata della testa omerale contro il bordo glenoideo anteriore quando la spalla subisce una lussazione anteriore.

## Eponimo
La condizione prende il nome da Harold Arthur Hill (1901-1973) e Maurice David Sachs (1909-1987), due radiologi di San Francisco, USA. Nel 1940 i due medici pubblicarono un rapporto di 119 casi di lussazioni della spalla e dimostrarono che erano provocate dalla compressione diretta della testa omerale. Prima della loro pubblicazione la frattura era già nota per essere un segno di lussazione della spalla, ma il meccanismo preciso della lesione era incerto.

## Cause
La lesione è associata esclusivamente alla lussazione anteriore della spalla. Quando viene spostata dalla cavità gleno-omerale, la relativamente morbida testa dell'omero impatta contro il tagliente bordo anteriore della glena. Il risultato è un appiattimento nella vista posterolaterale della testa omerale. Il fattore che porta alla lussazione della spalla è di solito traumatico ma può variare, soprattutto se vi è storia di precedenti lussazioni. Sport, cadute, convulsioni, aggressioni, lanci, movimenti buschi del braccio o anche solo il rigirarsi nel letto possono essere tutte cause di lussazioni anteriori.

## Importanza clinica
Lesioni di Hill-Sachs sono stati riscontrate in circa il 92% delle lussazioni anteriori ricorrenti. In tutti i pazienti con lussazione della spalla, la prevalenza di tale condizione è stata trovata per essere compresa tra il 35% e il 76%. La presenza di una lesione di Hill-Sachs è un segnale estremamente specifico di lussazione. La profondità media di una lesione di Hill-Sachs è stimata essere di 4,1 millimetri.

## Diagnosi

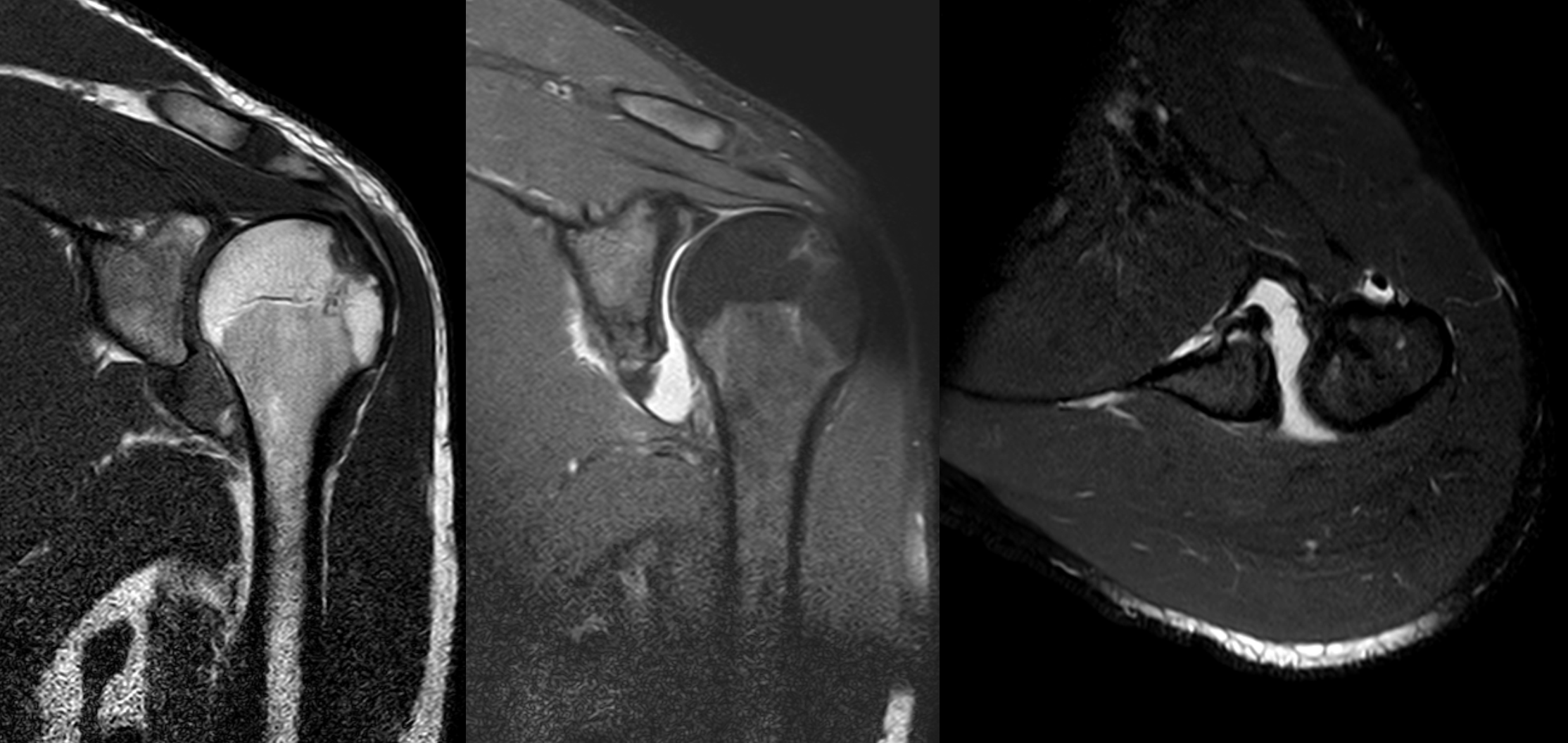
Risonanza magnetica della spalla dopo la lussazione con lesioone di Hill- Sachs e lesione di Bankart.

La maggior parte di queste fratture si riscontrano tramite radiografia. In generale, la proiezione radiografica antero-posteriore della spalla con il braccio in rotazione interna offrono la miglior visualizzazione, mentre la rotazione esterna tende ad oscurare la patologia. Una proiezione speciale, la proiezione di Stryker-Notch, viene spesso utilizzata specificamente per cercare una lesione di Hill-Sachs. La sensibilità e la specificità della radiografia sono state trovate per essere il 65% e il 67%, rispettivamente. L'ecografia si è anche dimostrata per essere un metodo utile per identificare le lesioni di Hill-Sachs con una sensibilità del 96% e una specificità del 100%. Infine, la risonanza magnetica ha dimostrato di essere sensibile al 97% e specifica al 91% per rilevare le fratture. La diagnosi differenziale delle lesioni Hill-Sachs comprende la zona nuda naturale dell'omero, che è caratterizzata da una fisiologica depressione corticale situata tra la cartilagine articolare e la riflessione sinoviale dalla parete posteriore dell'articolazione gleno-omerale.